# 筑井甚吉
筑井 甚吉（つくい じんきち、1926年1月31日 - 2010年3月5日）は、日本の経済学者。大阪大学名誉教授。東京経済大学助教授・成蹊大学教授・大阪大学教授を歴任。

## 人物・経歴・業績
東京吉祥寺生まれ。1942年東京都立第二商業学校卒業。1952年中央大学入学資格認定試験合格・入学。1956年中央大学経済学部を優等の成績で卒業。1958年一橋大学大学院経済学研究科修士課程修了。同年東京経済大学助手に着任。1961年一橋大学大学院経済学研究科博士課程単位取得退学。指導教官は山田雄三。同年、一橋大学経済学博士。
1961年東京経済大学専任講師に昇格。ハーバード大学経済研究所研究員を経て、1964年東京経済大学助教授。1967年成蹊大学政治経済学部教授。1968年成蹊大学経済学部教授。1970年から1972年まで理論計量経済学会理事。1972年大阪大学社会経済研究所教授。1974年から1975年まで大阪大学社会経済研究所所長。1982年から1983年まで再び大阪大学社会経済研究所所長。この間，東北大学経済学部，早稲田大学大学院経済学研究科講師を兼任した。1989年大阪大学定年退官、大阪大学名誉教授。1987年から山田勇（一橋大学名誉教授）の後任として亜細亜大学客員教授を務め、大阪大学定年退官後の1989年から亜細亜大学教授となり、1996年定年退職。
最適多部門動学モデルの構築及び日本経済成長への応用などを行い、1980年 "Turnpike Optimality in Input-Output Systems: Theory and Application for Planning" で日経・経済図書文化賞受賞。また、1989年には一橋の先輩にあたる中山素平（元経済同友会代表幹事）ら財界の協力を得て、環太平洋産業連関分析学会設立に尽力した。
ハーバード大学滞在中，David Simpsonと日米欧各国の産業連関表について，独自に開発したアルゴリズムを用い，ブロック三角性(投入産出行列の分解性)を同定し，異なる経済に共通する「生産の基本的構造 (a fundamental structure of production)」の存在を見出した．この論文は世界中の数多くの研究で引用されている．例えば，産業エコロジー分野(特にマテリアルフロー分析)で用いられる製品の組成推定法に応用されている．これと並び，筑井の業績として国際的に広く認知されているのが，多部門成長モデル(動学産業連関モデル)に関わるターンパイク定理の理論的研究とデータを用いた世界初の実装である．筑井自身の言葉に依れば『「2000年の日本」等の政府の長期見通し作業にも使われているターンパイク・モデルは，その基礎理論からモデルの構築と経済企画庁を中心とした実用化研究に至るまで，我が国で開発された数少ない国産の経済分析手法である』．大阪大学退職後も精力的に研究活動を行い，「投入産出の基本的構造」が持つ含意(投入産出行列の分解性 decomposability)を踏まえたターンパイク定理の拡張を行っている．
子に筑井麻紀子(東京国際大学商学部教授)がある。ヨットに関する造詣が深く、大学進学前にヨットの設計に携わり、造船学者の元良誠三と研究論文を執筆している．